# Qof (bogstav)
Qof (ק) er det 19. bogstav i det Hebraiske alfabet
I Unicode findes det som U+05E7 (Hebrew letter qof).
| Sprog | Spire Denne artikel om sprog er en spire som bør udbygges. Du er velkommen til at hjælpe Wikipedia ved at udvide den. |